# Graecopithecus
 Graecopithecus  ist eine ausgestorbene Gattung der Primaten aus der Familie der Menschenaffen, die während des späten Miozäns im Süden des heutigen Griechenlands in einer Savannenlandschaft vorkam. Das Alter der Graecopithecus zugeschriebenen Fossilien wurde anhand von magnetostratigraphischen Messungen und biostratigraphischen Analysen in die Zeit vor rund 7,2 Millionen Jahren datiert. Die einzige beschriebene Art der Gattung ist Graecopithecus freybergi.
An der genauen Einordnung der Gattung Graecopithecus in den Stammbaum der Menschenaffen wird noch geforscht. Es wird jedoch darauf hingewiesen, dass Graecopithecus aufgrund der Merkmale seiner Zähne als möglicher Vorfahre der Australopithecinen in Erwägung zu ziehen sei. Eine rund drei Millionen Jahre ältere, verwandte Art aus dem Norden von Griechenland ist Ouranopithecus macedoniensis.

## Namensgebung
Graecopithecus ist ein Kunstwort. Die Bezeichnung der Gattung ist abgeleitet von der Herkunft der Fossilien (lateinisch graeco ‚griechisch‘) sowie von altgriechisch πίθηκος píthēkos, deutsch ‚Affe‘. Das Epitheton der bislang einzigen wissenschaftlich anerkannten Art, Graecopithecus freybergi, verweist auf den Entdecker des ersten Fossils, Bruno von Freyberg. Graecopithecus freybergi bedeutet folglich sinngemäß „Freybergscher Griechen-Affe“.
Gelegentlich wurde vorgeschlagen, die südgriechischen Fossilien (Graecopithecus freybergi) und die nordgriechischen (Ouranopithecus macedoniensis) der gleichen Gattung zuzuschreiben, was gemäß den internationalen Regeln für die Zoologische Nomenklatur zur Umbenennung der nordgriechischen Funde in „Graecopithecus macedoniensis“ führen würde; dieser Vorschlag hat sich jedoch nicht durchgesetzt.

## Erstbeschreibung
Holotypus der Gattung und zugleich der Typusart Graecopithecus freybergi ist ein teilweise bezahnter Unterkiefer aus der Fundstelle Pyrgos Vassilissis in der Nähe von Athen, den Bruno von Freyberg im Jahr 1944 bei Ausschachtungsarbeiten für einen Bunker der Wehrmacht im Umland von Athen entdeckte und gemeinsam mit einigen anderen Fossilien sowie Proben von rötlich schimmerndem, ins späte Miozän datiertem Sediment aufbewahrte. Von Freyberg interpretierte den Fund im Jahr 1951 als Überrest des frühen Meerkatzenverwandten Mesopithecus. 1972 erkannte dann Gustav Heinrich Ralph von Koenigswald, dass es sich bei diesem Unterkiefer um das Fossil eines frühen Menschenaffen handelt, das er der von ihm neu eingeführten Gattung Graecopithecus zuschrieb. Aufgrund der geringen Anzahl fossiler Belege – der Unterkiefer blieb jahrzehntelang der einzige Fund – war die Etablierung von Gattung und Art umstritten. Beispielsweise wurden Funde von Ouranopithecus macedoniensis als derart ähnlich bezeichnet, dass dies im Jahr 1984 als Beleg für eine einzige Art angesehen wurde.

## Weitere Funde
Im Jahr 2012 wurde in einem der bulgarischen Grabungsorte in der Gemarkung Asmaka (bulgarisch Азмака) bei Tschirpan ein oberer linker 4. Prämolar entdeckt, dessen Alter zunächst nur anhand von Begleitfunden auf rund 7 Millionen Jahre datiert, dessen Alter 2017 aber durch direkte Datierung mit nunmehr 7,2 Millionen Jahren bestätigt wurde. Die Ähnlichkeit dieses Zahnes mit den erhaltenen Zähnen des ebenfalls 7,2 Millionen Jahre alten Unterkiefers von Graecopithecus veranlasste im Jahr 2017 eine Forschergruppe um Madelaine Böhme zu einer detaillierten Beschreibung beider Funde. Herausgestellt wurde insbesondere, dass die drei Wurzeln der Prämolaren teilweise verschmolzen sind, was als typisch für die Hominini gilt, nicht aber für die zu den anderen Menschenaffen führende Abstammungslinie. Die Forschergruppe leitete aus dieser Ähnlichkeit ab, dass die unmittelbaren Vorfahren der Australopithecinen möglicherweise auch das Gebiet des nordöstlichen Mittelmeeres besiedelten und diese Region daher – und nicht wie bisher angenommen das heutige subtropische Afrika – als Entstehungsgebiet der frühen Hominini erwogen werden sollte.

a, b: Oberkiefer von Hippotherium brachypus (Equidae);
c-e: Tragoportax macedoniensis (Hornträger), weiblicher Schädel

Im Westen der griechischen Insel Kreta blieben zudem als fossile Fußspuren interpretierte Vertiefungen auf einer zum Wasser abfallenden Felsplatte erhalten, die „Fußspuren von Trachilos“. In einer 2017 publizierten Studie wurden sie auf 5,7 bis 6 Millionen Jahre datiert; den Autoren zufolge weisen sie Merkmale zweibeinig laufender Hominini auf. Diese Interpretation der Funde ist allerdings umstritten. Die Spuren konnten wegen des Fehlens von zugehörigen fossilen Knochen keiner bekannten Art zugeordnet werden, jedoch wiesen die Autoren darauf hin, dass – der allerdings deutlich ältere – Graecopithecus freybergi die bislang einzige beschriebene Art aus dieser Region ist, der schon gewisse Merkmale der Hominini aufwies.

## Lebensraum
Ähnlich wie Ouranopithecus macedoniensis lebte Graecopithecus freybergi in einem savannenartigen, offenen Gras- und Buschland, das örtlich auch locker bewaldet war. Demgemäß lebten – den fossilen Belegen zufolge – vor allem Huftiere, mit Adcrocuta eximia aber auch eine frühe Verwandte der Hyänen in diesem Biotop. Belegt sind unter anderem fossile Nashörner, Pferde (Hippotherium), Giraffenartige und diverse Hornträger (Verwandte der Rinder und der Gazellenartigen).
Böhme und Kollegen wiesen auch Spuren von typischem rötlichem salzhaltigen Saharastaub im Fundhorizont nach, was sie als frühesten Hinweis auf eine Wüstenbildung im Sahararaum deuteten. Die Staubbelastung war allerdings zehnmal höher als heute und entsprach mit bis 250 Gramm pro Quadratmeter und Jahr eher der Situation in der heutigen Sahelzone.

## Belege
1. 1 2 3  Madelaine Böhme, Nikolai Spassov, Martin Ebner, Denis Geraads, Latinka Hristova, Uwe Kirscher, Sabine Kötter, Ulf Linnemann, Jérôme Prieto, Socrates Roussiakis, George Theodorou, Gregor Uhlig, Michael Winklhofer: Messinian age and savannah environment of the possible hominin Graecopithecus from Europe. In: PLOS ONE. Jahrgang 12, Nr. 5, 2017, e0177347, doi:10.1371/journal.pone.0177347, ISSN 1932-6203 (englisch).
2. 1 2  Jochen Fuss, Nikolai Spassov, David R. Begun, Madelaine Böhme: Potential hominin affinities of Graecopithecus from the Late Miocene of Europe. In: PLOS ONE. Jahrgang 12, Nr. 5, 2017, e0177127, doi:10.1371/journal.pone.0177127, ISSN 1932-6203 (englisch).
3. ↑  David W. Cameron: The taxonomic status of Graecopithecus. In: Primates. Band 38, Nr. 3, 1997, S. 293–302, doi:10.1007/BF02381616.
4. ↑  Bruno von Freyberg: Die Pikermi-Fauna von Tour la Reine (Attica). In: Annales géologiques des Pays Helléniques. Serie 1, Band 3, 1951, S. 7–10.
5. ↑  Gustav Heinrich Ralph von Koenigswald: Ein Unterkiefer eines fossilen Hominoiden aus dem Unterpliozän Griechenlands. In: Proceedings of the Koninklijke Nederlandse Akademie van Wetenschappen, Series B. Band 75, 1972, S. 385–394.
6. ↑  Lawrence B. Martin und Peter Andrews: The phyletic position of Graecopithecus freybergi Königswald. In: Courier Forschungsinstitut Senckenberg. Band 69, 1984, S. 25–40.
7. ↑  Nikolay Spassov et al.: A hominid tooth from Bulgaria: The last pre-human hominid of continental Europe. In: Journal of Human Evolution. Band 62, Nr. 1, 2012, S. 138–145, doi:10.1016/j.jhevol.2011.10.008.
8. ↑  Ältester Vormensch lebte möglicherweise in Europa. Auf: idw-online.de vom 22. Mai 2017.
9. ↑  Forscher verlegen Wiege der Menschheit von Afrika nach Europa. Auf: spiegel.de vom 22. Mai 2017.
10. ↑  Gerard D. Gierliński et al.: Possible hominin footprints from the late Miocene (c. 5.7 Ma) of Crete? In: Proceedings of the Geologists’ Association. Band 128, Nr. 5–6, 2017, S. 697–710, doi:10.1016/j.pgeola.2017.07.006.
11. ↑  Ältester Vormensch lebte möglicherweise in Europa. Auf: uni-tuebingen.de vom 26. Mai 2017.